# Челядко, Павел Викторович
Павел Викторович Челядко (3 марта 1993, Барановичи, Брестская область) — белорусский футболист, защитник клуба «Орлента».

## Биография
Начал заниматься футболом в ДЮСШ № 5 г. Барановичи, первый тренер — Юрий Маркович. В возрасте 13 лет уехал на учёбу в футбольный класс минского суворовского училища, где тренировался в том числе под руководством Юрия Малеева. В этот период был переведён с позиции нападающего на позицию крайнего защитника.
В 2010 году по приглашению Юрия Малеева перешёл в клуб «Славия-Мозырь», но в первое время не проходил в состав и был отдан в аренду в клуб второй лиги «Белтрансгаз» (Слоним). В 2011 году вернулся в «Славию», где по ходу сезона стал игроком стартового состава. Победитель турнира первой лиги 2011 года. В 2012 году принял участие во всех 30 матчах своего клуба в высшей лиге, однако после летнего трансферного окна 2013 года утратил место в основе.
В начале 2014 года перешёл в могилёвский «Днепр», с которым по итогам сезона вылетел из высшей лиги и затем покинул клуб. В 2015 году выступал за брестское «Динамо». В 2016 году выступал за «Торпедо» (Жодино), в чемпионате страны не был твёрдым игроком основы, сыграв 14 матчей, при этом стал обладателем Кубка Беларуси и выходил на поле в матчах еврокубков.
В 2017 году вернулся в «Славию», с которой по итогам сезона вылетел из высшей лиги, а в 2018 году стал победителем первой лиги. В 2019 году перешёл в «Рух» (Брест), с этим клубом занял третье место в первой лиге и через переходные матчи пробился в высшую, но перед стартом следующего сезона покинул клуб. В сезоне 2020 года выступал за клуб «Динамо-Брест-1960» (Малорита) во второй лиге.
В феврале 2021 года тренировался с «Крумкачами», а весной уехал играть за клуб «Орлента» из Третьей лиги Польши. Покинул клуб в июне 2023 года.

### В сборной
Выступал за юношескую сборную Беларуси. 14 августа 2013 году сыграл единственный матч за молодёжную сборную Беларуси, в котором его команда уступила Исландии 1:4.

## Достижения
- Обладатель Кубка Беларуси: 2016
- Победитель первой лиги Беларуси: 2011, 2018